# Chroman olovnatý
Chroman olovnatý (PbCrO4) je sloučenina kyseliny chromové a olova.
Používal se pro výrobu pigmentů a barviv, detergentů, směsí na odbarvování vlasů, fotocitlivých materiálů, pyrotechnických směsí nebo k restaurování historických předmětů. Z důvodu jeho karcinogenních účinků se dnes již nevyužívá. Má silné oxidační účinky.

## Zdravotní rizika
Protože obsahuje olovo a šestimocný chrom, jedná se o jedovatou látku. Je toxický pro reprodukci a jedná se o karcinogen.
V lednu 2010 byl Evropskou agenturou pro chemické látky zařazen na kandidátský seznam nebezpečných látek vzbuzujících mimořádné obavy pro autorizaci dle směrnice REACH.